# 普門寺 (美濃加茂市)
普門寺（ふもんじ）は岐阜県美濃加茂市山之上町にある釈迦牟尼仏を本尊とする臨済宗妙心寺派の寺院。山号は大円山。中濃八十八ヶ所霊場第68番札所である。
慶長年間に蜂屋瑞林寺3世剛岳玄確を開山として開かれたとされる。明治6年（1873年）に発蒙義校修身義校が発足した。後に西禅寺の修身義校と合併して山之上小学校となった。本堂は昭和50年（1975年）に改築されて現在に至る。
本尊のほか、聖観世音菩薩と韋駄天を祀っている。また、白隠筆の書画を所蔵する。